# Libickozma
Libickozma es un pueblo ubicado en el distrito de Marcali, en el condado de Somogy, Hungría.

## Superficie
Posee una superficie de 22,97 kilómetros cuadrados.

## Demografía
Hasta 2019 la población era de 25 habitantes, con una densidad de población de 1,088 habitantes por kilómetro cuadrado.